# Skakiwka
Skakiwka (ukr. Скаківка, hist. pol. Skakówka) – wieś na Ukrainie, w obwodzie żytomierskim, w rejonie berdyczowskim, w hromadzie Hryszkiwci. W 2001 liczyła 467 mieszkańców, wśród których 460 wskazało jako ojczysty język ukraiński, 6 rosyjski, a 1 mołdawski.